# Saint-Germain-du-Bel-Air
 Saint-Germain-du-Bel-Air  es una comuna y población de Francia, en la región de Mediodía-Pirineos, departamento de Lot, en el distrito de Gourdon. Es cabecera del cantón homónimo.
Su población en el censo de 1999 era de 495 habitantes.
Está integrada en la Communauté de communes Quercy-Bouriane .

## Demografía
| 332 | 409 | 346 | 361 | 422 | 495 |
| Para los censos de 1962 a 1999 la población legal corresponde a la población sin duplicidades (Fuente: INSEE [Consultar]) |     |     |     |     |     |